# 1922
Cette page concerne l'année 1922 (MCMXXII en chiffres romains) du calendrier grégorien. Pour l'année 1922 av. J.-C., voir 1922 av. J.-C.
L'année 1922 est une année commune qui commence un dimanche.

## En bref
- 6 février : traité de Washington sur les armements navals[1].
- 15 février : installation de la Cour permanente de justice internationale à La Haye[2].
- 28 février : indépendance de l’Égypte.
- 19 mai : accords de Gênes adoptant le Gold Exchange Standard. Le dollar et la livre sont reconnus comme monnaies de réserve.
- 28 juin : début de la guerre civile irlandaise.
- 28 octobre : marche sur Rome. Benito Mussolini devient Président du Conseil en Italie.
- 30 décembre : création de l’URSS

## Événements

### Afrique
- Janvier : ouverture à Kampala, en Ouganda, du Makerere Technical College, qui devient en août le collège universitaire de Makerere[3]. Il atteint progressivement le grade d’université.

- 14 février : décret réglementant l’enseignement privé dans les territoires français d’outre-mer. L’enseignement en français devient obligatoire en AOF et en AEF, dès le début de la scolarisation[4].
- Février : répression de la révolte de Catete en Angola. La Catete  et le Grémio Africano sont interdits par le gouverneur Norton de Matos[5]. L’avocat António de Assis Júnior et ses clients indigenas, venus à Luanda pour protester contre la spoliation de leur terre et le travail forcé, sont arrêtés en janvier[6].

- 6-17 mars : révolte des mineurs blancs du Rand en Afrique du Sud (Red Revolt), réprimée par l’armée[7].
- 16 mars : violentes manifestations au Kenya à la suite de l’arrestation du leader kikuyu Harry Thuku le 14[8].

- 5 avril : arrestation du prophète Ndonye wa Kauti par les autorités coloniales au Kenya[9]. Il est déporté à Siyu et meurt en exil[10].

- 12 mai, guerre du Rif : occupation de Tazarut par les troupes espagnoles[11].
- 27 mai, AOF : l’ancienne École des otages devient l’École des fils de chefs et des interprètes de Saint-Louis[12].

- 5 juillet, Madagascar : Jean Ralaimongo, qui milite pour l’accession des indigènes de Madagascar aux droits de citoyens français, est envoyé en exil à Mayotte pour cinq ans[13].
- Juin : arrestation de membres de la Young Baganda Association qui conduit à l'éclatement de ce premier parti nationaliste[14].

- 28 juillet, Libye : la conférence de Gharyan offre à l’Émir de Cyrénaïque Idris al-Sanussi le titre d’Émir de Tripolitaine ; Idris accepte en novembre, mais doit se réfugier en Égypte le 21 décembre sous la pression italienne[15]. Avant son départ, il nomme son frère al-Rida à la tête de la confrérie senoussie et charge Omar al-Mokhtar du commandement militaire. Il poursuit la lutte en Cyrénaïque contre l’occupation italienne jusqu’à son exécution en 1931[16].

- 13 septembre : enregistrement de la plus haute température jamais relevée à la surface de la Terre (57,8 °C) à El Azizia en Libye[17].
- 16 septembre : décret royal sur l’organisation du Protectorat espagnol au Maroc[11].
- 4 novembre : découverte du tombeau de Toutânkhamon
- 17 décembre : une caravane de cinq voitures équipée par André Citroën quitte Touggourt (Algérie) pour la première traversée du Sahara en automobile. Elle arrive à Tombouctou le 7 janvier 1923[18].

- Création de la Musama Disco Christo (Armée de la Croix du Christ) en Gold Coast par Egyanka Appiah et son épouse la prophétesse Hannah Barnes[19].
- Lord Frederick Lugard (1858-1914), administrateur au Nigeria, publie The Dual Mandate in British Tropical Africa. Il y développe la théorie de l’Indirect rule, qui fonde le pouvoir colonial sur la collaboration avec les structures politiques traditionnelles[20].

### Amérique
- 11 - 18 février : Semana de Arte Moderna à São Paulo. Dans les années 1920, un groupe de jeunes artistes et d’intellectuels veut arracher le Brésil au culte du passé et de l’Europe et faire naître une culture proprement brésilienne : Anita Malfatti (peintre), Victor Brecheret (sculpteur), Mário de Andrade, Manuel Bandeira, Ronald de Carvalho, Di Cavalcanti et Menotti Del Picchia (écrivains)[21].

- 1er mars, Brésil : Artur da Silva Bernardes, candidat des États de São Paulo et Minas Gerais gagne l’élection présidentielle contre Nilo Peçanha, candidat de « la Réaction Républicaine » (coalition des autres États) et des militaires[22]. Il prend ses fonctions le 15 novembre[23]. Après 4 années de répit, une nouvelle grave crise économique commence au début de son mandat.
- 25 - 27 mars : congrès constitutif du Parti communiste du Brésil à Niterói[24]. Les divisions entre anarchistes et communistes affaiblissent le mouvement ouvrier.

- Mai : le catholique de droite Jackson de Figueiredo annonce dans sa revue A Ordem la fondation du Centro Dom Vital à Rio de Janeiro[22].

- 30 juin : signature du plan Hughes-Peynado (publié le 23 septembre). Avant de se retirer, l’armée des États-Unis organise une garde nationale en République dominicaine et des élections pour 1924[25],[26].

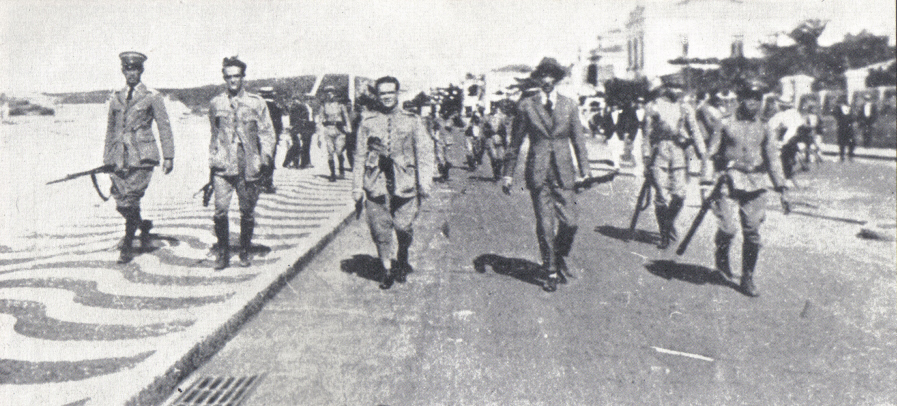
5 juillet : révolte des 18 du fort de Copacabana

- 5 juillet : début du Tenentismo au Brésil (1922-1927). Une révolte des officiers subalternes éclate sur la plage de Copacabana sous la direction de quelques lieutenants (tenentes) dont Antônio Siqueira Campos (pt) et Eduardo Gomes (pt). Les cadets de l’école militaires tentent de se joindre à eux mais sont ramenés l’ordre. Les officiers supérieurs marchent contre Copacabana, dont le fort est bombardé par terre et par mer. Les rebelles se rendent aux forces gouvernementales, sauf dix-huit d’entre eux qui descendent sur la plage pour affronter seul le feu de l’adversaire. La plupart sont tués[27].

- 22 septembre : le tarif Fordney-McCumber entre en application aux États-Unis[28].
- 2 octobre : naissance de la radiodiffusion au Québec avec l’inauguration de la station francophone CKAC[29].
- 21 octobre : Juan Bautista Vicini Burgos assume la présidence provisoire de la République dominicaine[25].

- « Cercles de travailleurs » créés sur l’initiative du futur cardinal de Rio, Sebastião Leme dans le but d’améliorer la condition matérielle des classes laborieuses[30].

### Asie
- 12 février, Inde : Gandhi décide de suspendre le mouvement de désobéissance civile à la suite de l’incendie d’un commissariat par une foule en colère à Chauri Chaura dans l’Uttar Pradesh, provoquant la mort de 22 policiers[31].
- 4 février : traité sino-japonais, par lequel l’empire du Japon renonce à ses avantages dans le Shandong en république de Chine, acquis pendant la Première Guerre mondiale[32].
- 6 février : « traité des neuf puissances » (États-Unis, Belgique, Empire britannique, Chine, France, Italie, Japon, Pays-Bas, Portugal) signé lors de la Conférence navale de Washington, affirmant la souveraineté et l’intégrité territoriale de la Chine conformément à la doctrine de la porte ouverte[32].

- 18 mars : Gandhi est condamné à six ans de prison pour avoir appelé à la désobéissance. Il est libéré le 24 février 1924[33].

- 9 avril-18 juin, Chine : première guerre Zhili-Fengtian[34].
- 28 avril-4 mai, Chine : victoire de la clique du Zhili sur la clique du Fengtian à la bataille de Changxindian dans la première guerre Zhili-Fengtian[35].

- 15 juillet : fondation du parti communiste japonais, interdit l’année suivante[36].

- 13 octobre : le Parlement britannique adopte le plan Stevenson pour limiter la production de caoutchouc de Ceylan et de Malaisie (il entre en vigueur le 1er novembre)[37]. Le refus du gouvernement hollandais de l’accepter développe la production en Indonésie.
- 15 octobre : les Japonais quittent Vladivostok, qui est occupé par l’armée rouge le 25[38].
- 31 octobre - 2 novembre : premier congrès panislamiste d’Indonésie organisé par le Sarekat Islam à Cirebon[39].

- 30 novembre[40], Indes orientales néerlandaises : la nouvelle constitution des Pays-Bas supprime le mot « colonies » pour l’expression « territoires d’outre-mer » mais les Indonésiens demeurent des « sujets » néerlandais[41].

### Proche-Orient

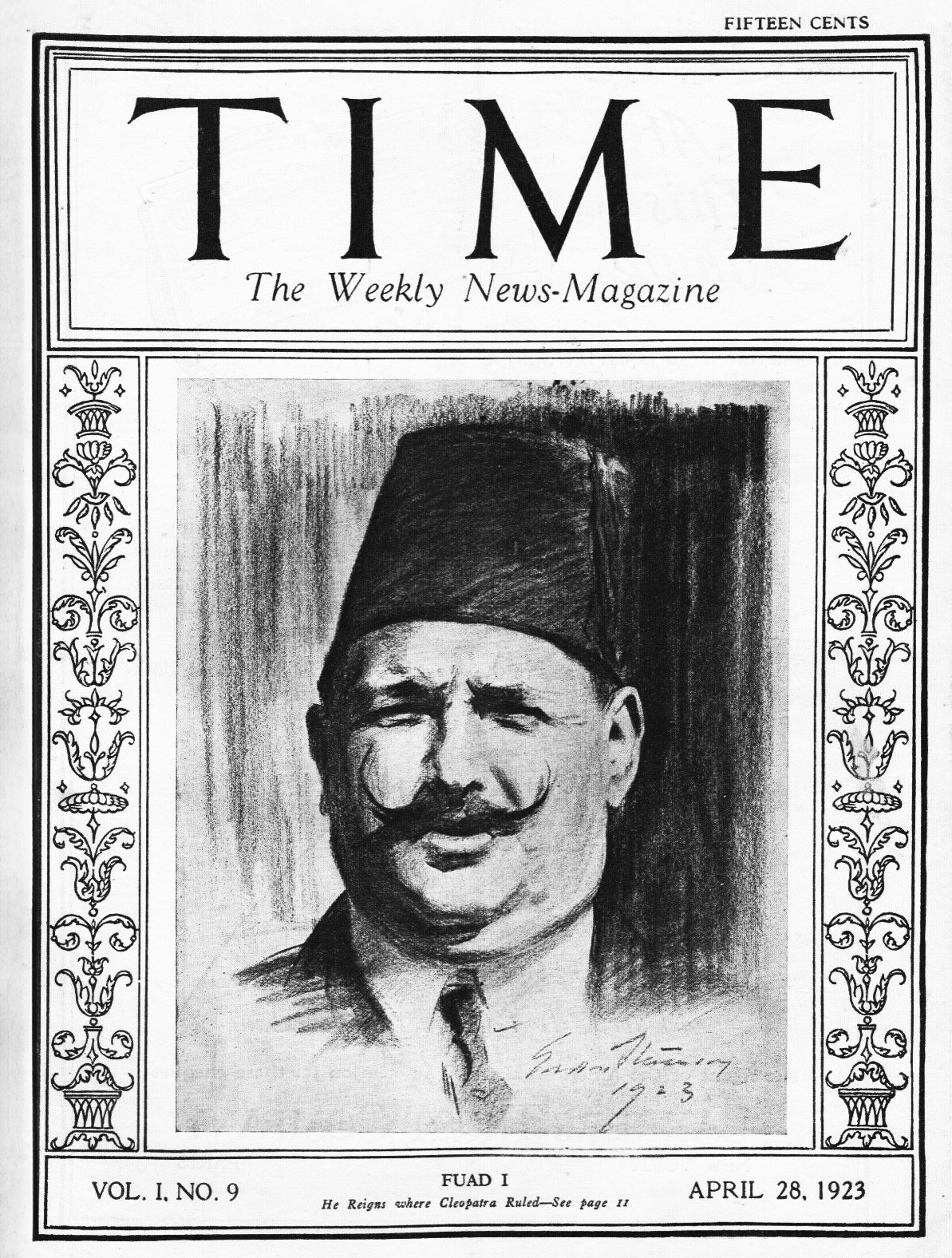
Fouad Ier en couverture du Time le 28 4 1923.

- 28 février : le protectorat britannique sur l’Égypte s’achève et le pays devient indépendant. Le Royaume-Uni émet des réserves importantes en matière de défense et de politique étrangère. Des conventions militaires passées avec le Royaume-Uni permettent à des troupes britanniques de rester assurer la protection du pays et notamment le canal de Suez[42].

- 8 mars : création au Liban d’un conseil représentatif élu sur une base confessionnelle sans réels pouvoirs pour assister le gouverneur français[43].
- 12 mars : les Républiques socialistes soviétiques de Géorgie, d’Arménie et d’Azerbaïdjan s’unissent pour former l’Union fédérale des républiques socialistes soviétiques de Transcaucasie, qui devient la République socialiste fédérative soviétique de Transcaucasie (RSSFT) le 30 décembre, une des quatre républiques initiales de l’Union des républiques socialistes soviétiques (URSS)[44].
- 15 mars : le sultan Fouad Ier prend le titre de roi d’Égypte. Le 1er mars, un gouvernement est formé par Sarwat Pacha sans la participation du Wafd. Le roi Fouad s’appuie sur les modérés qui forment le 30 octobre le parti libéral-constitutionnel présidé par Adli Yakan Pacha en recrutant parmi les dissidents du Wafd. Bien que favorable à un régime plus autocratique, il les laisse élaborer la Constitution[45],[46].

- 7 avril : arrestation à Damas du Dr Abd al-Rahman Shahbandar, fondateur de la Société de la main de fer, financée par Michel Lutfallah, avec quatre de ses partisans, ce qui provoque des manifestations de rue. Il est condamné à 20 ans de prison et son organisation est dissoute, puis est exilé de Syrie en 1924[47].

- 3 juin : Londres publie un Livre blanc qui affirme qu’il n’y aura pas d’État juif en Palestine mais seulement le développement d’une communauté juive avec ses propres institutions. L’autorité britannique mettra en place des institutions de libre-gouvernement auxquelles participeront Juifs et Arabes. Ces derniers ne seront associés à la politique mandataire que s’ils reconnaissent la déclaration Balfour[48].
- 28 juin : le général Gouraud regroupe les États de Damas, d’Alep et le territoire des Alaouites en une fédération syrienne sous la présidence d’un syrien, Subhi Barakat. L’État des Druzes conserve son statut particulier[49]. Un conseil fédéral de 15 membres est mis en place[50]. La pacification de la Syrie mandataire est achevée.

- 4 juillet, Palestine : la charte du Mandat est adoptée par la Chambre des communes britannique sur la base du Livre blanc, puis ratifiée par la SDN le 24 juillet ; elle entre en vigueur le 29 septembre 1923[51]. L’article 2 reprend les termes de la déclaration Balfour. Les Arabes, lors du cinquième congrès palestinien réuni à Naplouse le 22 août, refusant de reconnaître la déclaration Balfour, boycottent les institutions mandataires[52],[53].
- 24 juillet : la charte du mandat français en Syrie est ratifiée par la SDN[54].

- 15 août : raid lancé d’Al Jawf par des tribus fidèles à Ibn Saoud contre deux villages à seulement 20 kilomètres au sud d’Amman. Les forces saoudiennes sont détruites par l’armée britannique[55].

- 26 août, Turquie : Mustafa Kemal lance son commandement « Soldat, votre objectif est la Méditerranée »[56].
- 30 août : les Grecs sont vaincus à la bataille de Dumlupinar dans la guerre gréco-turque[57].

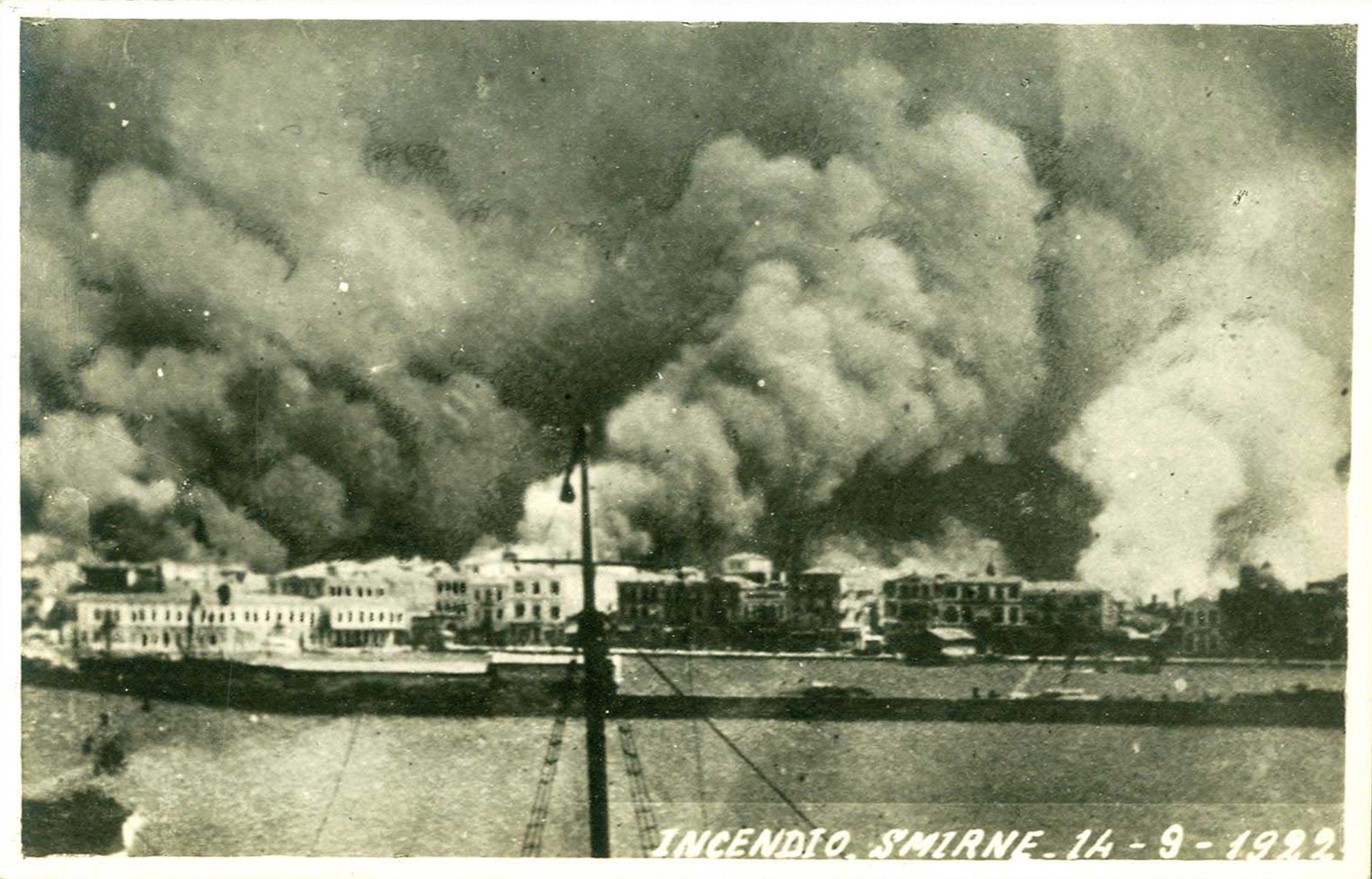
13 septembre : incendie de Smyrne

- 9 septembre : les Turcs entrent à Smyrne ; la ville est incendiée et une partie de la population grecque est massacrée[57].
- 16 septembre : le Conseil de la Société des Nations décide d’une administration distincte de la Palestine mandataire pour la Transjordanie[58], alors sous le règne de l’émir hachémite Abdallah.
- 23 septembre : la cavalerie turque viole la zone neutre à Chanak, alors que le Royaume-Uni (Lloyd George et Winston Churchill) vient de réaffirmer le 16 septembre son intention de défendre militairement la zone des Détroits de résister. Les détachements français et italiens se retirent, tandis que les Dominions refusent leur appui aux Britanniques. L’affaire Chanak se règle par l’armistice de Moudanya[59].

- 10 octobre : signature d’un traité entre le Haut Commissaire britannique en Irak, sir Percy Cox et Fayçal, roi d’Irak et le Royaume-Uni, qui consacre en fait le Mandat, conférant aux Britanniques un contrôle absolu sur l’administration irakienne et la maîtrise du pétrole[60]. Il doit être ratifié par l’assemblée irakienne, dont l’élection, boycotté par les chiites, n’a finalement pas lieu avant 1924. L’État irakien prend en charge les frais de la présence britannique. Il n’obtient aucun droit sur l’exploitation pétrolière. Les droits culturels des Kurdes sont respectés. La législation tribale est maintenue, renforçant les liens politiques entre les shaykhs et le nouveau pouvoir mais maintenant les paysans dans un état de quasi servage. Les soulèvements paysans sont réprimés avec l’aide de l’aviation britannique.
- 11 octobre : les Français parviennent à faire signer l’armistice de Moudanya entre la Grèce et la Turquie qui retrouvent la souveraineté sur Constantinople. Les Grecs évacuent la Thrace orientale qui sera occupée temporairement par les Alliés avant son rattachement à la Turquie[59],[61].
- 23 octobre : recensement de la Palestine mandataire. Il y a 757 182 d’habitants, dont 83 794 Juifs et 598 339 musulmans[62]. Les musulmans de Palestine s’organisent en communauté religieuse autour du mufti de Jérusalem, Hajj Amin al-Husseini. Les Juifs se constituent en peuple autonome, refusant toute collaboration économique et sociale avec les Arabes. Le développement séparé des deux communautés empêche la formation d’une citoyenneté palestinienne ou l’émergence d’une identité régionale associant Juifs et Arabes.
- 24 octobre : création de l’État des Druzes[63].

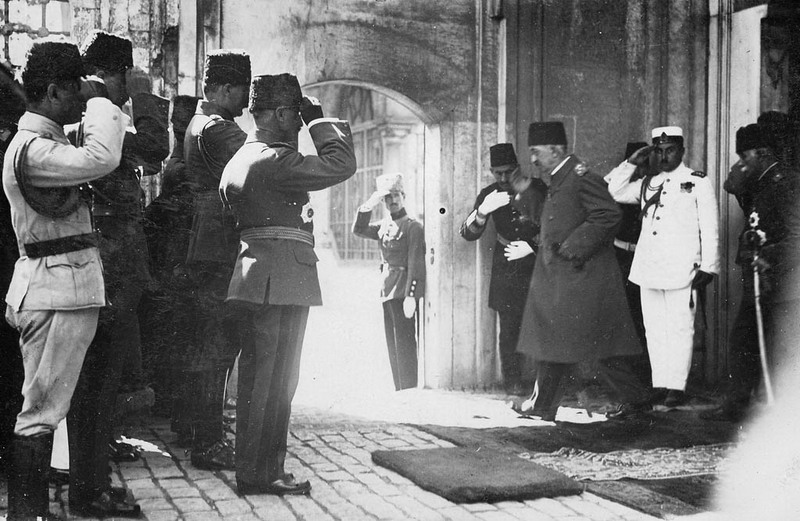
17 novembre : départ de Mehmed VI, dernier sultan ottoman.

- 1er novembre : Mustafa Kemal fait voter l’abolition du sultanat ottoman en Turquie[64].
- 4 novembre : découverte de la tombe de Toutânkhamon par l’égyptologue britannique Howard Carter[65].
- 18 novembre :
  - Mehmed VI est destitué du califat ; Abdülmecid II est élu calife[64].
  - de retour d’exil, le gouverneur de Sulaymaniya Mahmoud Barzandji se proclame roi du Kurdistan[66],[67].
- 20 novembre : une conférence de paix s’ouvre à Lausanne[68].
- 23 novembre : Gouraud quitte ses fonctions de haut-commissaire français à Beyrouth[69]. Robert de Caix devient haut-commissaire par intérim jusqu’au 17 avril 1923.
- 16 décembre : Incendie puis naufrage en mer de Marmara du navire-hôpital français Vinh-Long treize victimes, dont deux femmes et quatre enfants
- 30 décembre : convention d’Uqair à l'origine de la création de la Zone neutre Koweït-Arabie saoudite [70]

### Europe

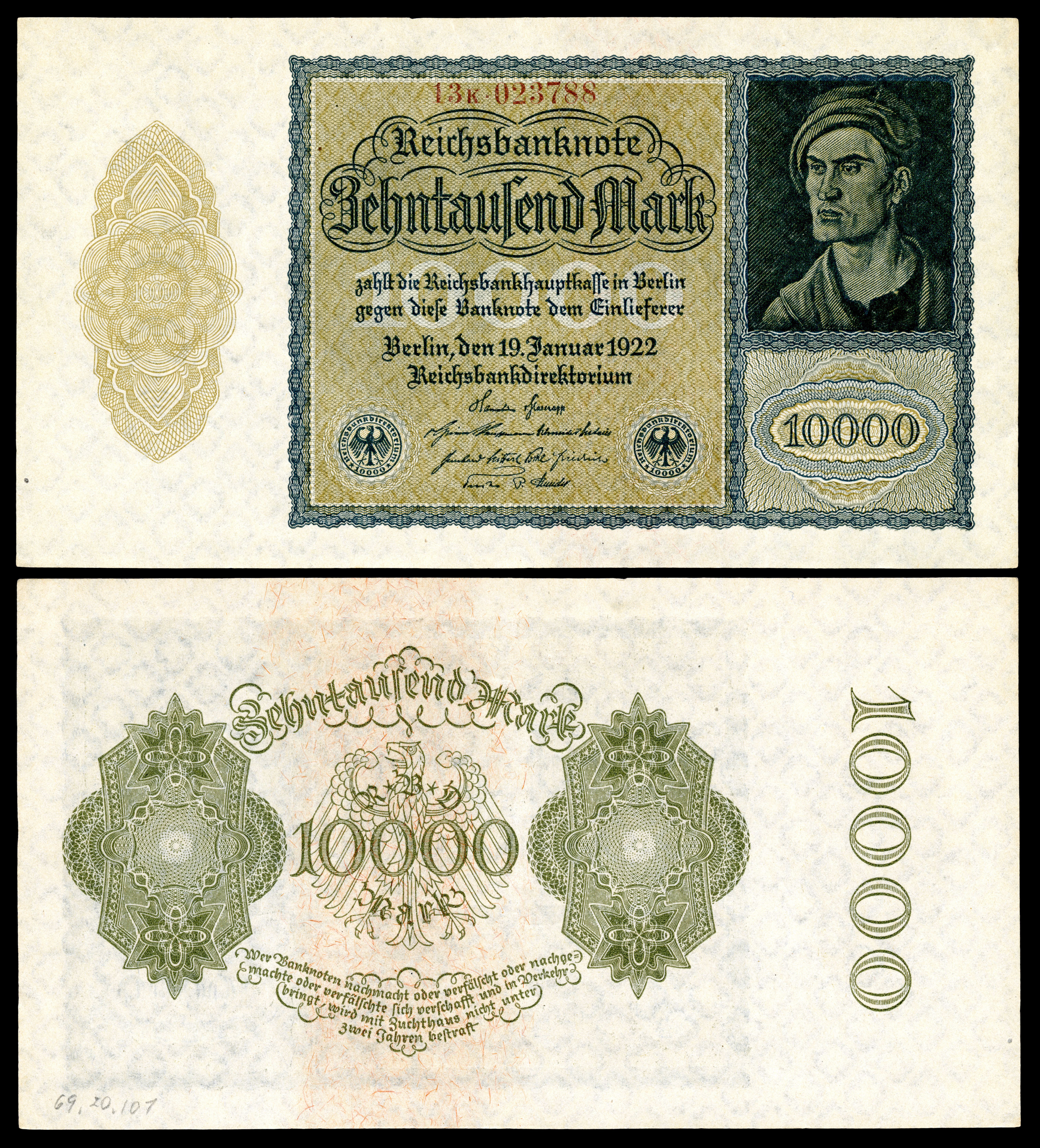
Billet de 10000 mark émis en 1922. Effondrement de la monnaie allemande : le dollar est coté 191,8 marks (janvier), puis 493 marks (juin), 1990 marks (25 août), 4000 marks (octobre). Les salariés, la petite et moyenne bourgeoisie, les retraités, pâtissent de cette situation qui profite au Reich, aux États, aux collectivités locales et aux milieux d’affaires. Les industriels élargissent leur empire et investissent à l’étranger. L’inflation encourage également la reprise économique. La production industrielle atteint rapidement son niveau d’avant-guerre.

- 6 - 13 janvier : conférence de Cannes. Réduction de la dette allemande en contrepartie d’une garantie anglaise du traité de Versailles. Elle heurte l’opinion française comme les parlementaires et le président de la République. Le Président du Conseil Aristide Briand démissionne le 12 janvier pour laisser la place à Raymond Poincaré, partisan d’une politique intransigeante vis-à-vis des réparations. La conférence est ajournée[71]. L’Allemagne, qui n’est pas en mesure d’honorer les échéances du 15 janvier et du 15 février, réclame un moratoire ; le gouvernement Poincaré accepte une réduction provisoire des annuités allemandes en mars[72].

- 19 janvier : gouvernement libéral de Ion I. C. Brătianu en Roumanie (1922-1928). Politique centralisatrice[73].

- 6 février : début du pontificat de Pie XI (fin en 1939)[74].
- 15 février : adoption de la Constitution de la Lettonie[75].

- 17 mars : convention de Varsovie. Entente balte entre la Pologne, l’Estonie, la Lettonie et la Finlande (dispositif défensif contre l’Union soviétique)[76].
- 10 avril-19 mai : conférence de Gênes[72]. Elle crée la possibilité de garantir les monnaies soit par de l’or, soit par des devises elles-mêmes convertibles en or (Gold Exchange Standard).
- 13 avril : le militants de l’IRA dirigés par Rory O’Connor occupent le Palais de Justice de Dublin[77].
- 16 avril : traité de Rapallo entre l’Allemagne et la Russie soviétique, mettant fin au contentieux germano-russe et rompant l’isolement des deux puissances. Reprise des relations diplomatiques, clause de la nation la plus favorisée dans les rapports économiques et renonciation mutuelle aux dommages subis[72].

- 25 mai : union des Églises luthériennes en Allemagne, qui rassemble 28 Églises (Deutscher Evangelischer Kirchenbund (de))[78].
- 30 mai : concordat entre le Royaume de Roumanie et la Lettonie[79].

- 24 juin : assassinat du ministre des Affaires étrangères allemand Walther Rathenau par des officiers nationalistes d’extrême droite (l’Organisation Consul)[80].

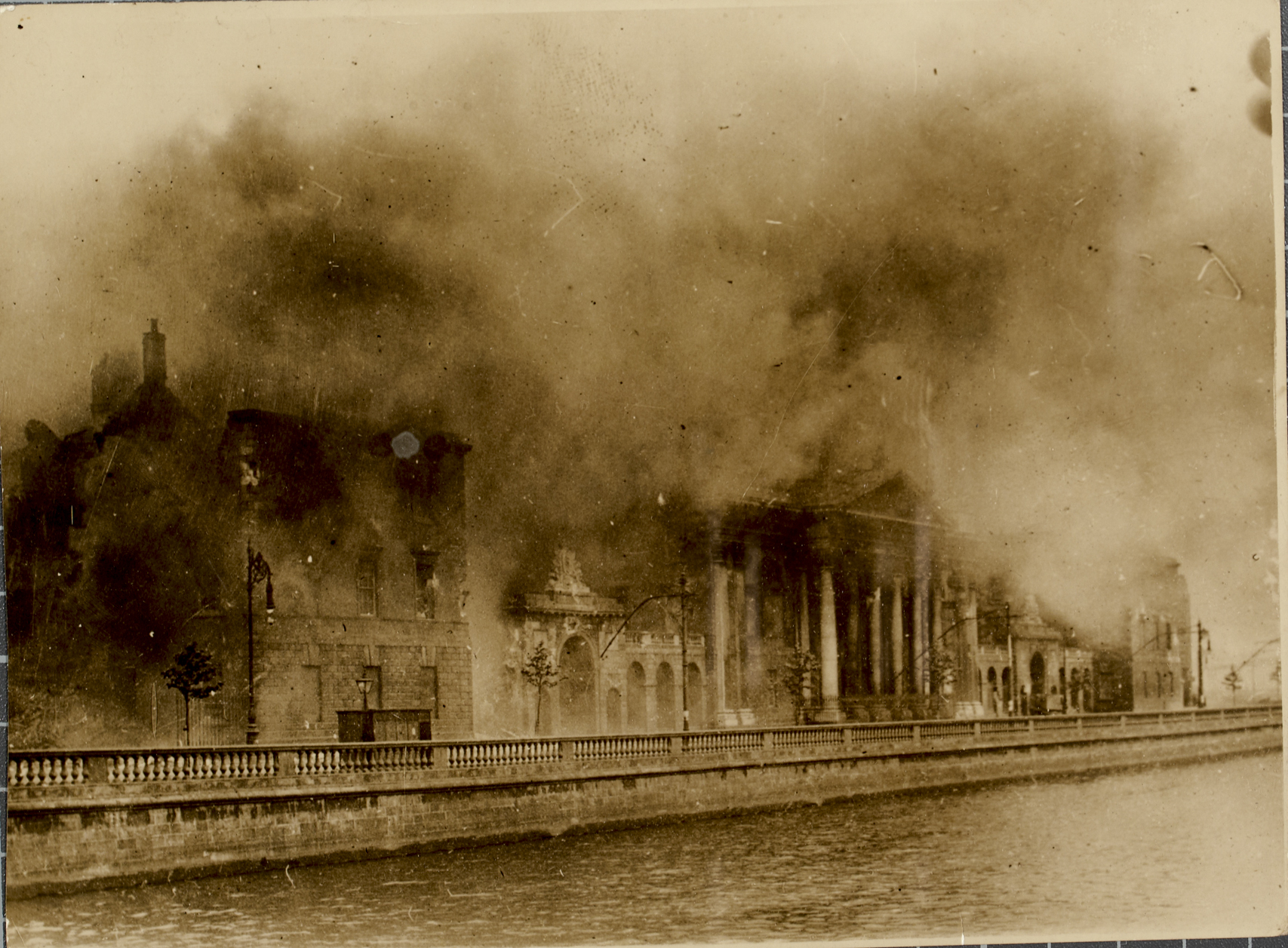
Le Palais de Justice de Dublin, occupé depuis le 14 avril par les opposants au traité anglo-irlandais, est pilonné par les forces de l’armée nationale les 28 et 29 juin.

- 28 juin-5 juillet : bataille de Dublin[77]. Début de la guerre civile entre les troupes de l’État libre d’Irlande et l’IRA.
- 29 juin : découverte de l'astéroïde (979) Ilsewa par l'astronome allemand Karl Reinmuth.

- 5 juillet :
  - les femmes votent pour la première fois aux Pays-Bas[81].
  - création du passeport Nansen ; les États membres de la SDN s’engagent à délivrer aux réfugiés un document de voyage spécial[82].
- 22-25 juillet : première fête fédérale de l’Union gymnique et sportive ouvrière (Arbeiter-Turn- und Sportbund, ATSB) à Leipzig[83]. L’Allemagne, exclue des Jeux olympiques d’Anvers en 1920, organise des contre-jeux à Leipzig.

- 1er août : l’assemblée constituante lituanienne qui siège depuis mai 1920 approuve une Constitution faisant du pays une république démocratique[75]. Les groupes libéraux et conservateurs au Seimas se déchirent lors des deux années suivantes.
- 22 août : le révolutionnaire irlandais Michael Collins est assassiné[84].
- 27 août : référendum en Suède. Les Suédois se prononcent contre la prohibition de l’alcool[85].

- 9 au 28 septembre : un Comité financier de la Société des Nations est chargé du sauvetage économique de l’Autriche[86].
- 27 septembre : le roi Constantin Ier de Grèce abdique, chassé par une révolution. Son fils aîné Georges II lui succède[87].

- 1er octobre, Portugal : congrès de Covilhã. La CGT (40 000 syndiqués) adhère à l’Association internationale des travailleurs (anarchiste)[88].
- 11 octobre : armistice de Mudanya entre la Turquie et la Grèce[89].
- 19 octobre : conflit entre radicaux et modérés au Royaume-Uni. Chute de Lloyd George. Les conservateurs, réunis au Carlton Club, décident de quitter la coalition gouvernementale[90]. Ils constituent le « Comité 1922 » chargé d’exprimer le point de vue des députés de base.
- 23 octobre : début du ministère conservateur de Andrew Bonar Law, Premier ministre du Royaume-Uni (fin le 20 mai 1923)[91].

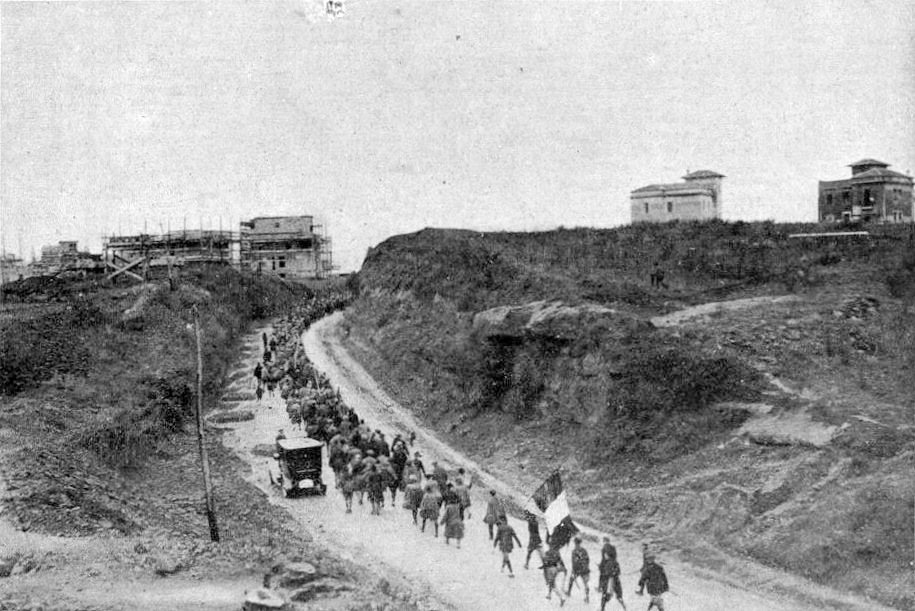
28 octobre : marche sur Rome.

- 27-28 octobre : marche sur Rome de Mussolini et ses « Chemises noires ». Benito Mussolini devient Président du Conseil en Italie le 29[92].

- 2 et 12 novembre : élections législatives polonaises[93].
- 13 - 28 novembre, Grèce : procès des responsables du désastre d’Asie mineure[94].
- 14 novembre : diffusion des premiers programmes de la British Broadcasting Corporation (BBC)[95].
- 15 novembre, Royaume-Uni : victoire des conservateurs aux législatives avec 344 sièges. Les libéraux divisés en obtiennent 116 et les Travaillistes 142[96].

- 6 décembre : entrée en vigueur de la constitution de l’État libre d’Irlande (Irish Free State), indépendant depuis le traité anglo-irlandais de 1921. William T. Cosgrave en devient le 1er Premier ministre[97]. 26 comtés irlandais sur 32 font partie de ce nouvel État (l’Irlande du Nord reste britannique).
- 10 décembre : le prix Nobel de la paix est attribué au Norvégien Fridtjof Nansen[82].
- 16 décembre : le premier président de la deuxième République polonaise Gabriel Narutowicz est assassiné par Eligiusz Niewiadomski à Varsovie, en Pologne.
- 27 décembre : entrée en vigueur de la Constitution des Pays-Bas révisée[98].

#### Union soviétique
- 6 février : la Tchéka, police politique soviétique, est remplacée par le Guépéou (GPU)[99].
- 26 février : confiscation des biens d’Église en Russie soviétique pour secourir les affamés ; le patriarche de Moscou Tikhon proteste (28 février) puis est incarcéré le 10 mai[100]. Début d’une campagne antireligieuse.
- 3 avril : Joseph Staline devient secrétaire général du Parti communiste de l'Union soviétique (PCUS)[101].
- 25 mai : Lénine est victime d’une première attaque cérébrale[101].
- 8 juin : ouverture du procès des socialistes révolutionnaires à Moscou[101]. Le 10 août, le tribunal de Moscou prononce quinze condamnations à mort.
- 16-17 août : arrestation par le Guépéou de 160 intellectuels jugés dangereux pour le régime à Moscou, Pétrograd, Odessa, Kharkov. Ils sont exilés à vie en vertu du décret du 10 août[102].

- 17 septembre : diffusion des premiers programmes de radio en Russie[103].
- 25 octobre : les troupes soviétiques prennent Vladivostok évacuée le 15 par les Japonais. Fin de la guerre civile russe[38].
- 12-13 décembre : Lénine est victime d’une deuxième attaque cérébrale[101].
- 30 décembre : signature du traité de fondation de l’Union des républiques socialistes soviétiques (URSS) par la RSFSR, l’Ukraine, la Biélorussie et la Transcaucasie - voir : Traité relatif à la formation de l'Union des Républiques socialistes soviétiques[104].